# Série Apple II
A série Apple II (inicialmente estilizado como Apple ][ e depois em alguns computadores como Apple //) foi uma série de computadores pessoais produzida pela empresa Apple de 1977 a 1993, sendo que o primeiro modelo foi criado pelo engenheiro Steve Wozniak. Esta série era formada pelos seguintes dispositivos: Apple II (1977), Apple II Plus (1979), Apple IIe (1983), Apple IIc (1984), Apple IIGS (1986) e Apple IIc Plus (1988).

## História
Seu desenvolvimento começou em 1976. Steve Jobs convenceu Jerry Manock (que trabalhou pela parte de Design de Calculadoras HP) a criar o Shell para o Apple II. O Apple II começou sendo feito no Silicon Valley, e depois sua fabricação mudou para o Texas, O Circuito impresso  foi feito na Irlanda e em Singapura. Comparado com o Apple I em termos de uso, recursos e de expansão, o Apple II se mostra muito avançado. 
A Apple Computer planejou descontinuar a série após a introdução do Apple III em 1980; A empresa pretendia estabelecer claramente a segmentação de mercado, projetando o Apple III para atrair o mercado de negócios, deixando o Apple II para usuários domésticos e educacionais. A administração acredita que "quando o Apple III estiver fora, o Apple II deixará de vender em seis meses", disse o co-fundador Steve Wozniak. 
O Apple II estava há quase quatro anos no mercado quando a IBM lançou o computador IBM PC em 1981. Em setembro de 1981, o InfoWorld relatou - abaixo do anúncio do PC - que a Apple estava secretamente desenvolvendo três novos computadores "prontos para serem lançados em um ano": Lisa , "Macintosh" e "Diana". Descrevendo o último como um substituto Apple II compatível com software - "Uma máquina 6502 usando LSI personalizado " e uma placa-mãe mais simples - dizia que Diana "estava pronta para ser lançada meses atrás", mas decidiu melhorar o design para competir melhor com a Xerox 820. "Agora parece que quando Diana estiver pronta para lançamento, oferecerá recursos e um preço que tornarão o Apple II não competitivo", escreveu a revista.
"Os planos da Apple para eliminar o Apple II também foram adiados por complicações no design do Apple III", disse o artigo. Depois que o Apple III acabou fracassando, a gerência decidiu em 1981 que a continuação do Apple II era do interesse da empresa. Depois de 3 anos e meio de Apple II Plus, essencialmente, em uma paralisação, veio a introdução do novo modelo na época - o Apple IIe (codinome "Diana" e "Super II"), que depois se tornou o modelo mais popular da série se mantendo relativamente inalterado. Outros modelos foram feitos até 1988.

## Modelos

### Apple II

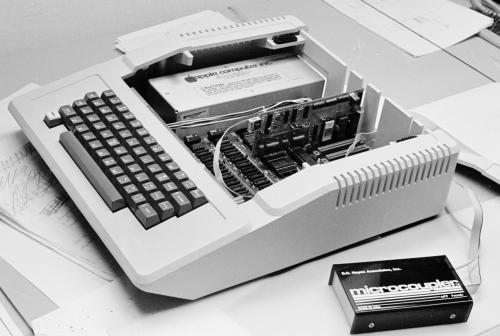
Um Apple II com modem e um DAA

O computador Apple II foi comercializado em 10 de junho de 1977 com o processador da MOS 6502(depois com uma da Synertek) em 1.023 MHz, 2 Paddles (Descontinuado em 1980 devido a uma violação), 4KiB de RAM, um gravador para ler programas, um BASIC(Integer BASIC) na ROM que tem somente caixa alta, o Video em 24x40 Monocromático, com saida NTSC para colocar no monitor ou em uma TV. O Preço original foi $1,298 (com 4KB de RAM) e $2,638(com 48KB de RAM). Para refletir sobre as cores do computador, foi criado o Logotipo da Apple de Arco-Íris, usado até 1998. E foi responsável por abrir as portas de software para os consumidores.
Uma unidade de disquete externa de 5¼ polegadas, o Disk II, conectada por uma placa controladora a um dos slots de expansão do computador (geralmente o slot 6), foi usada para armazenamento e recuperação de dados para substituir os cassetes. A interface do Disk II, criada por Steve Wozniak, era considerada uma obra-prima de engenharia por sua economia de componentes eletrônicos.
Em vez de ter um chip de síntese de som dedicado, o Apple II tinha um circuito de alternância que só podia emitir um clique por meio de um alto-falante embutido ou de um conector de saída de linha; todos os outros sons (incluindo dois, três e, eventualmente, música de quatro vozes e reprodução de amostras de áudio e síntese de fala) foram gerados inteiramente por software que clicou no alto-falante nos momentos certos.
Os múltiplos slots de expansão do Apple II permitiam uma grande variedade de dispositivos de terceiros, incluindo placas periféricas Apple II, como controladores seriais, controladores de tela, placas de memória, discos rígidos, componentes de rede e relógios em tempo real. Havia placas de expansão plug-in - como o Z-80 SoftCard - que permitia que o computador use o Z80 para a execução de programas desenvolvidos para o processador e o sistema CP/M,  incluindo o dBase II. banco de dados e o processador de texto WordStar. Houve também um que usa o 6809 que permitiria que o sistema OS-9 Nível Um fosse executado. Cartões de som de terceiros melhoraram muito as capacidades de áudio, permitindo a síntese de música simples e funções de texto para fala. Eventualmente, os cartões aceleradores Apple II foram criados para duplicar ou quadruplicar a velocidade do computador.
Rod Holt projetou a fonte de alimentação do Apple II. Ele empregou um projeto de fonte de alimentação de modo comutado, que era bem menor e gerava menos calor indesejado do que a fonte de alimentação linear de alguns outros computadores domésticos usados.
O Apple II original foi descontinuado no início de 1981, sendo substituído pelo II +. Estima-se que 40.000 máquinas foram vendidas em sua produção de 4 anos.

### Apple II Plus

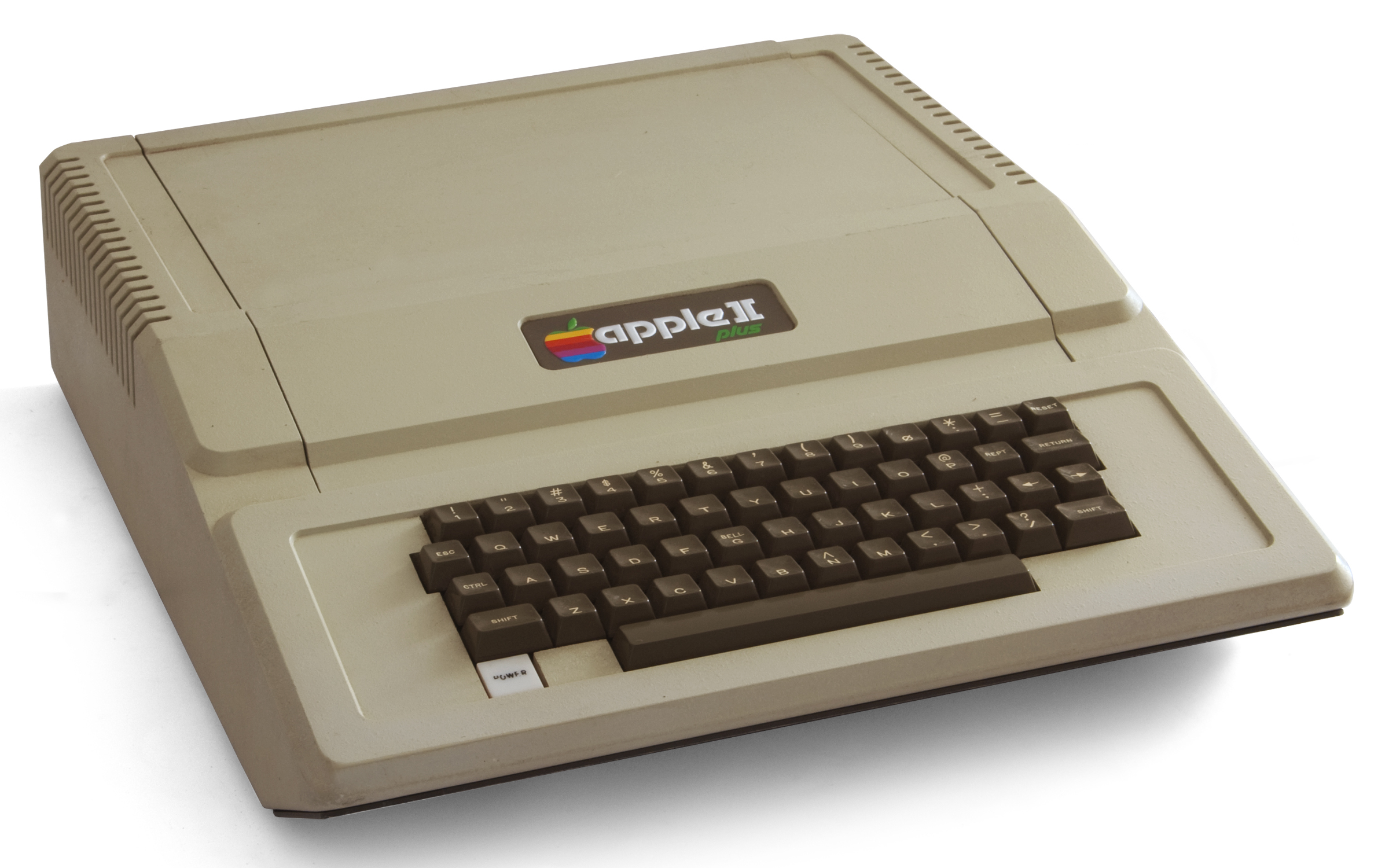
Apple II Plus de 1979.

O Apple II Plus, lançado em junho de 1979, incluiu a linguagem de programação Applesoft BASIC em ROM. Esse dialeto do BASIC, autorizado anteriormente pela Microsoft, suportava aritmética de ponto flutuante e se tornava o dialeto padrão do BASIC na série Apple II (embora rodasse a uma velocidade mais lenta do que o Integer BASIC, de Steve Wozniak).
Exceto por gráficos aprimorados e suporte a inicialização de disco na ROM, e a remoção do montador / desmontador 2k 6502 para dar espaço para o BASIC de ponto flutuante, o II + era idêntico ao II original. Os preços de RAM caíram durante 1980-81 e todas as máquinas II + vieram da fábrica com 48k de memória já instalada. E ainda um cartão de idioma que se encaixa no Slot 0 adicionava mais 16k, mas teve que ser computado por banco já que o espaço restante do endereço da CPU era ocupado pelas ROMs e pela área de E / S. Por este motivo, a RAM extra na placa de idiomas foi comutada por bancos através da ROM integrada da máquina, permitindo que o código carregado na memória adicional fosse usado como se fosse realmente ROM. Dessa forma, os usuários poderiam carregar o Integer BASIC na placa de idiomas do disco e alternar entre os dialetos Integer e Applesoft do BASIC com os comandos INT e FP do DOS 3.3, como se tivessem a placa de expansão ROM da BASIC. A placa de idiomas também foi obrigada a usar os compiladores UCSD Pascal e FORTRAN 77, que foram lançados pela Apple mais ou menos ao mesmo tempo. Estes funcionavam sob o sistema p UCSD sistema operacional, que tinha seu próprio formato de disco e emitia código para uma "máquina virtual" em vez do processador 6502 real.
Uma versão aprovada pelo TEMPEST do Apple II Plus foi criada em 1980 pelo Georgia Tech Research Institute para o US Army FORSCOM , e usada como um componente nas primeiras versões do sistema Microfix. Lançado em 1982, o sistema Microfix foi o primeiro sistema tático que utilizou a tecnologia de mapa de disco de vídeo ( Laserdisc ), proporcionando zoom e rolagem sobre imagens de mapas, juntamente com um banco de dados de inteligência, como ordem de batalha, aeródromos, estradas e pontes.

#### Apple II Europlus J-Plus

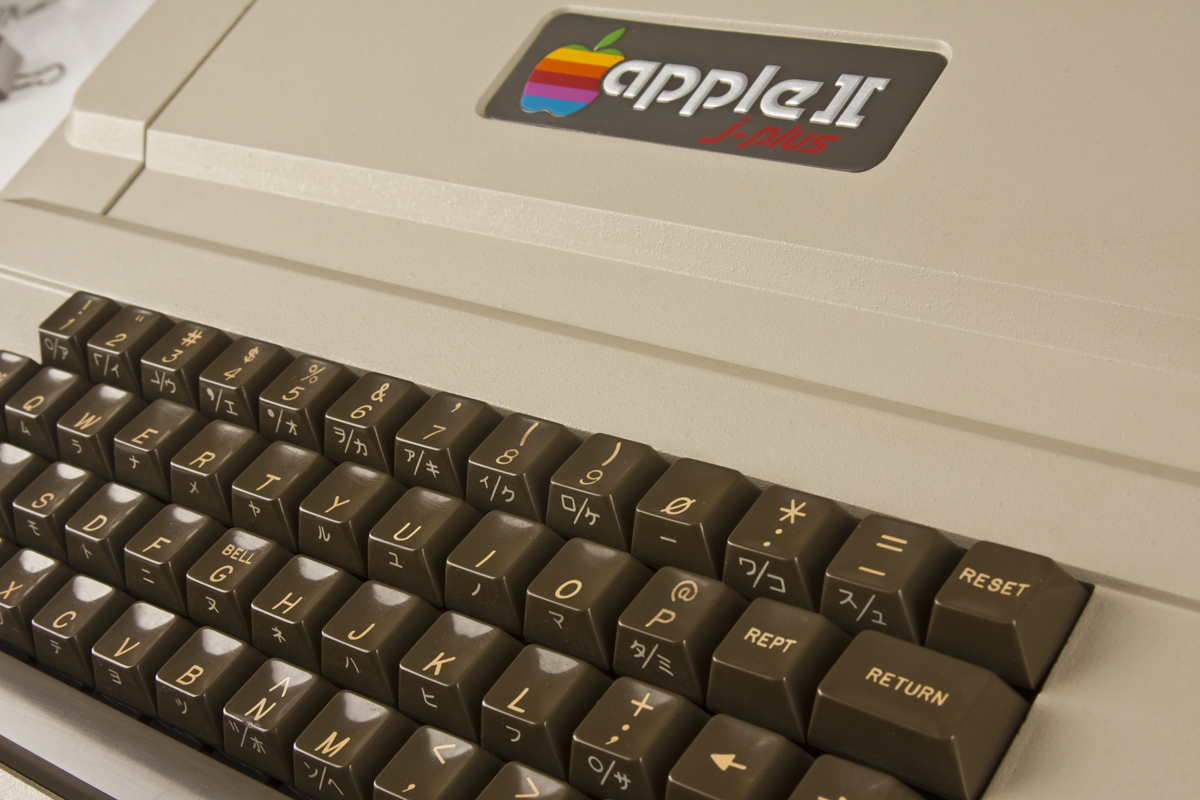
Apple II J-Plus

Após o sucesso do primeiro Apple II nos Estados Unidos, a Apple expandiu o seu mercado para incluir a Europa, Austrália e Extremo Oriente em 1979, com o Apple II Europlus (Europa, Austrália) e o Apple II J-Plus (Japão). Nesses modelos, a Apple fez as alterações necessárias de hardware, software e firmware para atender aos padrões fora dos EUA. A fonte de alimentação foi modificada para aceitar a voltagem local e nos modelos europeu e australiano o sinal de saída de vídeo foi alterado de cor NTSC para monocromático PAL- uma placa de vídeo extra era necessária para os gráficos PAL coloridos, já que os truques simples que Wozniak usou para gerar um sinal pseudo-NTSC com o mínimo de hardware não foram transferidos para o sistema PAL mais complexo. Na versão japonesa da Apple internacional, o layout do teclado foi alterado para permitir a escrita Katakana ( suporte Kanji completo estava claramente além das capacidades da máquina), mas na maioria dos outros países a Apple internacional foi vendida com um teclado americano não modificado; assim, o modelo alemão ainda carecia do trema, por exemplo. Na maior parte, o Apple II Europlus e o J-Plus eram idênticos ao Apple II Plus. A produção do Europlus terminou em 1983.

### Apple IIe

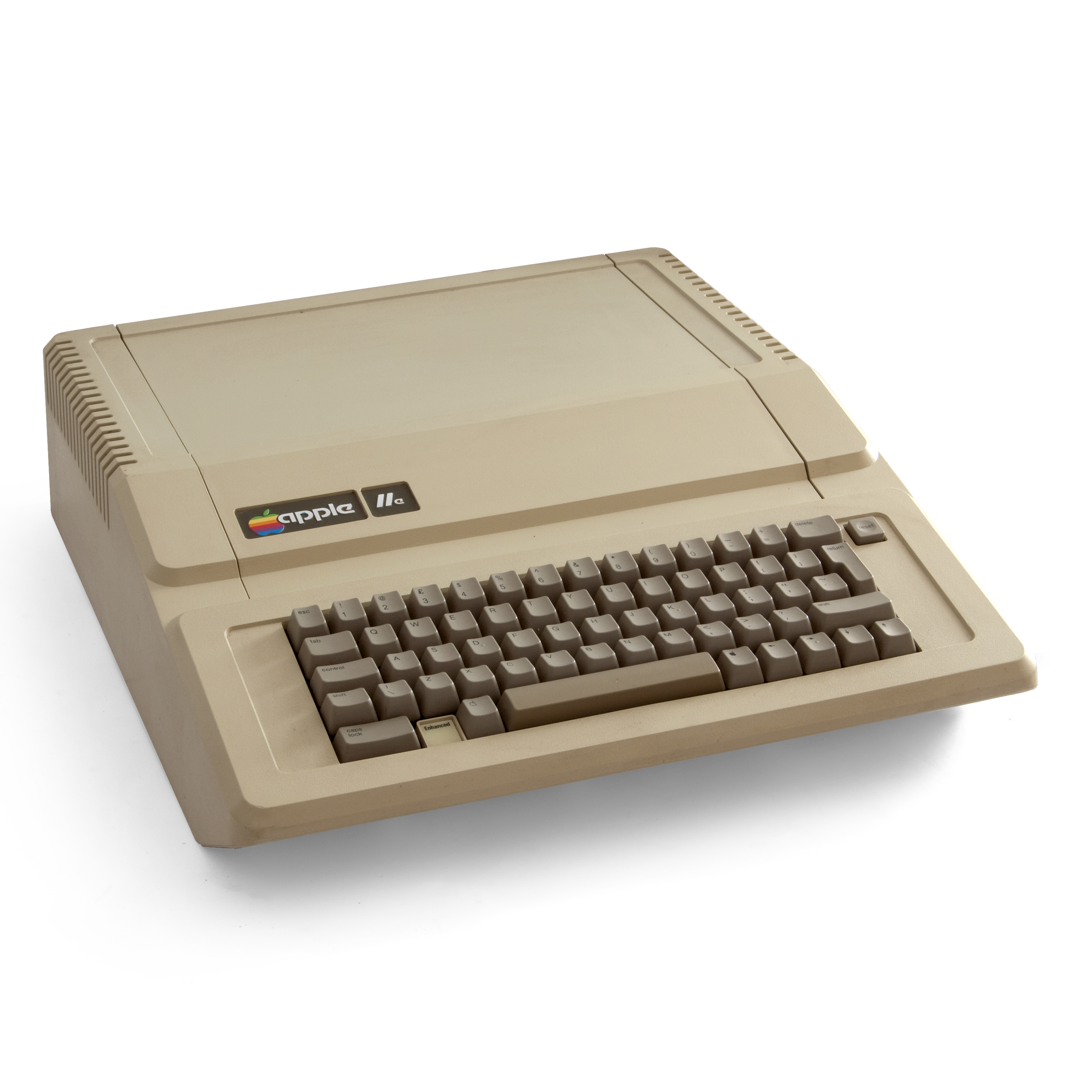
Apple IIe de 1983.

O Apple IIe foi lançado em janeiro de 1983, o sucessor do Apple II Plus. O Apple IIe foi o primeiro computador da Apple com um chip ASIC personalizado, que reduziu grande parte do antigo circuito discreto baseado em circuitos integrados a um único chip. Essa mudança resultou na redução do custo e tamanho da placa-mãe. Alguns dos recursos de hardware do Apple III (por exemplo, memória comutada por banco) foram emprestados no design do Apple IIe e alguns da incorporação da placa de idioma Apple II Plus. A culminação dessas mudanças levou ao aumento das vendas e à maior participação de mercado no uso doméstico, educacional e de pequenas empresas.
A RAM foi configurada como se fosse um Apple II Plus de 48 kB com um cartão de idioma. A máquina não possuía slot 0, mas tinha um slot auxiliar que aceitava um cartão de memória de 1 kB para ativar o visor de 80 colunas. Este cartão continha apenas RAM; o hardware e o firmware da tela de 80 colunas foram incorporados ao Apple IIe. Uma "placa estendida de 80 colunas" com mais memória aumentou a RAM da máquina para 128 kB.
Como no cartão de idioma, a memória na placa de 80 colunas foi trocada por banco na RAM principal da máquina; isso fazia com que a memória fosse mais adequada ao armazenamento de dados do que à execução de software e, de fato, o sistema operacional ProDOS, introduzido com o Apple IIe, configuraria automaticamente essa memória como um disco RAM na inicialização.
A placa de 1 coluna de 80 K também habilitou um novo modo gráfico, Double Lo-Res (80 × 48 píxeis). O cartão de 80 colunas estendido habilitou dois, Double Lo-Res e Double Hi-Res (560 × 192 píxeis). Ambos os modos duplicaram a resolução horizontal em comparação com os modos padrão Lo-Res (40 × 48) e Hi-Res (280 × 192); no caso do Double Hi-Res, o número de cores disponíveis também aumentou de 6 para 15. O Apple II da primeira produção não pôde usar o Double Hi-Res. Nenhum desses modos foi suportado diretamente pelo BASIC embutido.
Introduzido com o IIe foi o DuoDisk, com duas unidades de entrada 5,25 em um único gabinete projetado para empilhar entre o computador eo monitor. O DuoDisk foi atormentado por problemas de confiabilidade, no entanto, e não pegou tão bem quanto o próprio Apple IIe. 
O Apple IIe foi a máquina mais popular da série Apple II. Tem a distinção de ser o computador da Apple mais prolongado de todos os tempos - foi fabricado e vendido com pequenas alterações por quase 11 anos. Naquela época, duas variações foram introduzidas: o Apple IIe Enhanced (quatro chips substitutos para dar a ele alguns dos recursos do modelo posterior Apple IIc) e o Apple IIe Platinum (uma caixa modernizada para combinar com outros produtos Apple da época, juntamente com a adição de um teclado numérico). Um Enhanced IIe com 128 kB de RAM pode ser considerado o requisito mínimo para a execução da maioria dos softwares Apple II lançados após 1988. Os modelos aprimorados foram distinguidos do padrão IIe por ter 128k de memória, gráficos duplos de alta resolução e CPU 65C02.
Dois anos e meio antes do Apple IIe, a Apple produziu e sem sucesso comercializou um computador chamado Apple III para usuários corporativos. Algumas de suas características foram transportadas no design do Apple IIe. Entre eles estava o sistema operacional ProDOS, baseado no sofisticado sistema operacional (SOS) da Apple III. O Apple IIe é o computador mais antigo da linha Apple II e da Apple em geral; foi o último modelo Apple II sobrevivente após a sua descontinuação em novembro de 1993.

### Apple IIc

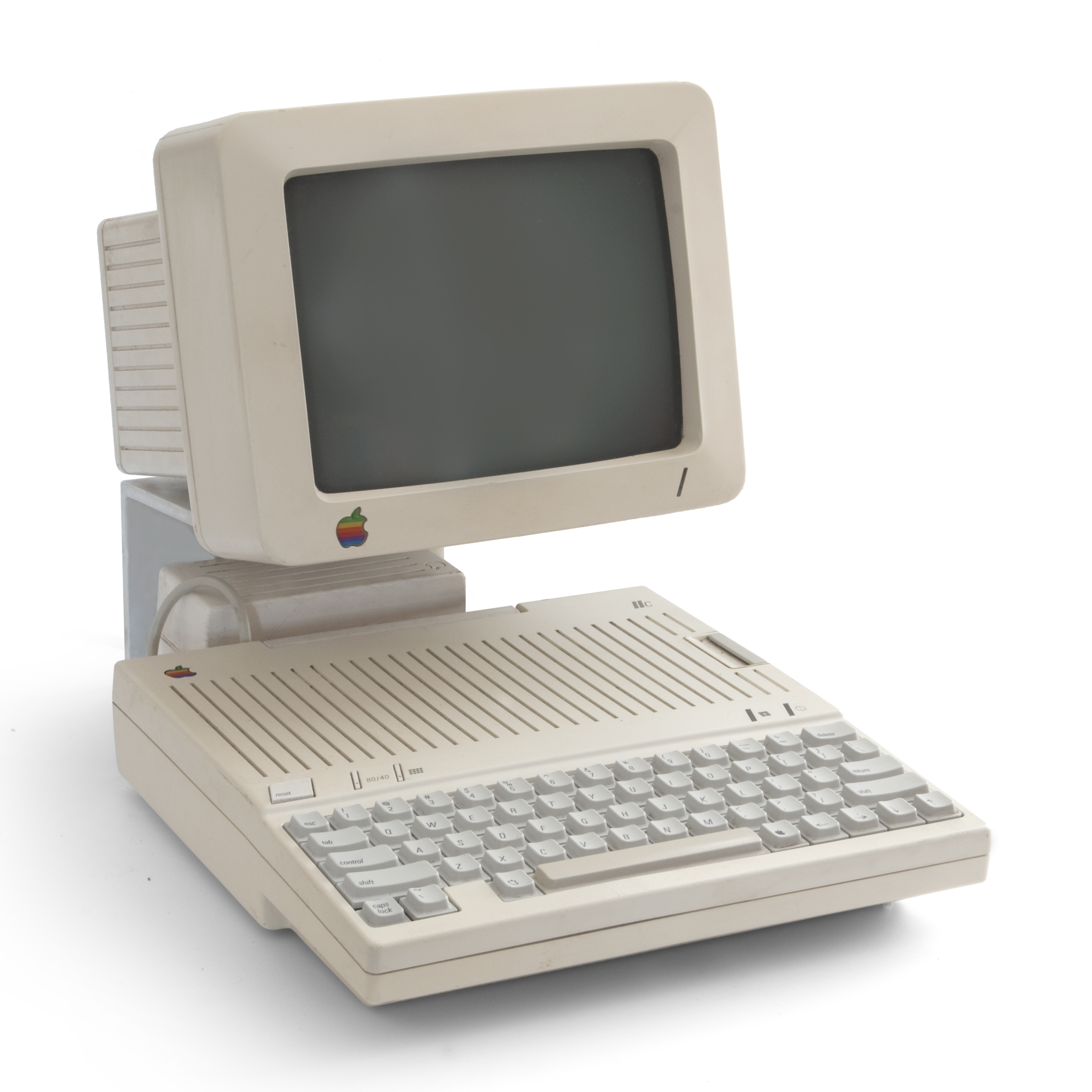
O Apple IIc de 1984 foi o primeiro computador compacto da Apple

A Apple lançou o Apple IIc em abril de 1984 com a intenção de portabilidade, e ao contrário dos portáteis modernos de não ter uma tela e uma bateria incorporada. O IIc ainda usa uma alça de transporte que se abria para apoiar a máquina em uma posição de digitação. Foi o primeiro dos três modelos Apple II a ser feito no design Snow White (Branca de Neve), e o único que usou sua exclusiva cor creme branco. (Os outros computadores Snow White são o II GS e o IIc Plus, eram cinza claro, chamados de "Platinum" pela Apple.) A porta de cassete foi removida.
O Apple IIc foi o primeiro Apple II a usar o 65C02, variante de baixa potência do processador 6502 e apresentava uma unidade de disquete de 5,25 embutida e 128 kB de RAM, com um controlador de disco integrado que podia controlar unidades externas, vídeo composto (NTSC ou PAL), interfaces seriais para modem e impressora e uma porta utilizável para por um joystick ou mouse. Ao contrário dos modelos anteriores da Apple II, o IIc não tinha slots de expansão internos, sendo este o meio pelo qual seu tamanho compacto era atingido. Terceiros acabaram descobrindo como armazenar até 1 MB de memória adicional e um relógio em tempo real na máquina, e uma revisão posterior da placa-mãe forneceu um slot de expansão que poderia aceitar um cartão de memória da Apple com até 1 MB de RAM. A porta de disco, originalmente destinado para uma segunda unidade de disquete de mesmo tamanho, era capaz de utilizar uma interface de 3 1/2 e (através de terceiros) até mesmo discos rígidos.
As máquinas da IIc suportavam o modo gráfico de alta resolução dupla de 16 cores e, do ponto de vista do software, eram idênticas às do IIe.
Dois monitores LCD monocromáticos diferentes foram vendidos para uso na porta de expansão de vídeo do IIc, embora ambos tenham sido de curta duração devido ao alto custo e pouca legibilidade. O IIc tinha uma fonte de alimentação externa que convertia a energia de CA para 12V CC, permitindo que terceiros oferecessem baterias e adaptadores de energia de automóveis conectados no lugar do adaptador de CA fornecido.
O Apple IIc (em sua versão americana) foi o primeiro microcomputador a incluir suporte ao Teclado Dvorak, que é ativado usando um switch acima do teclado. Esse recurso também foi encontrado mais tarde em computadores American Apple IIe (embora a chave estivesse dentro do computador) e no Apple II GS (acessível através do painel de controle interno). Os modelos internacionais usaram o mesmo mecanismo para alternar entre os layouts de teclado localizados e os americanos, mas não ofereceram o Dvorak.

### Apple IIGS

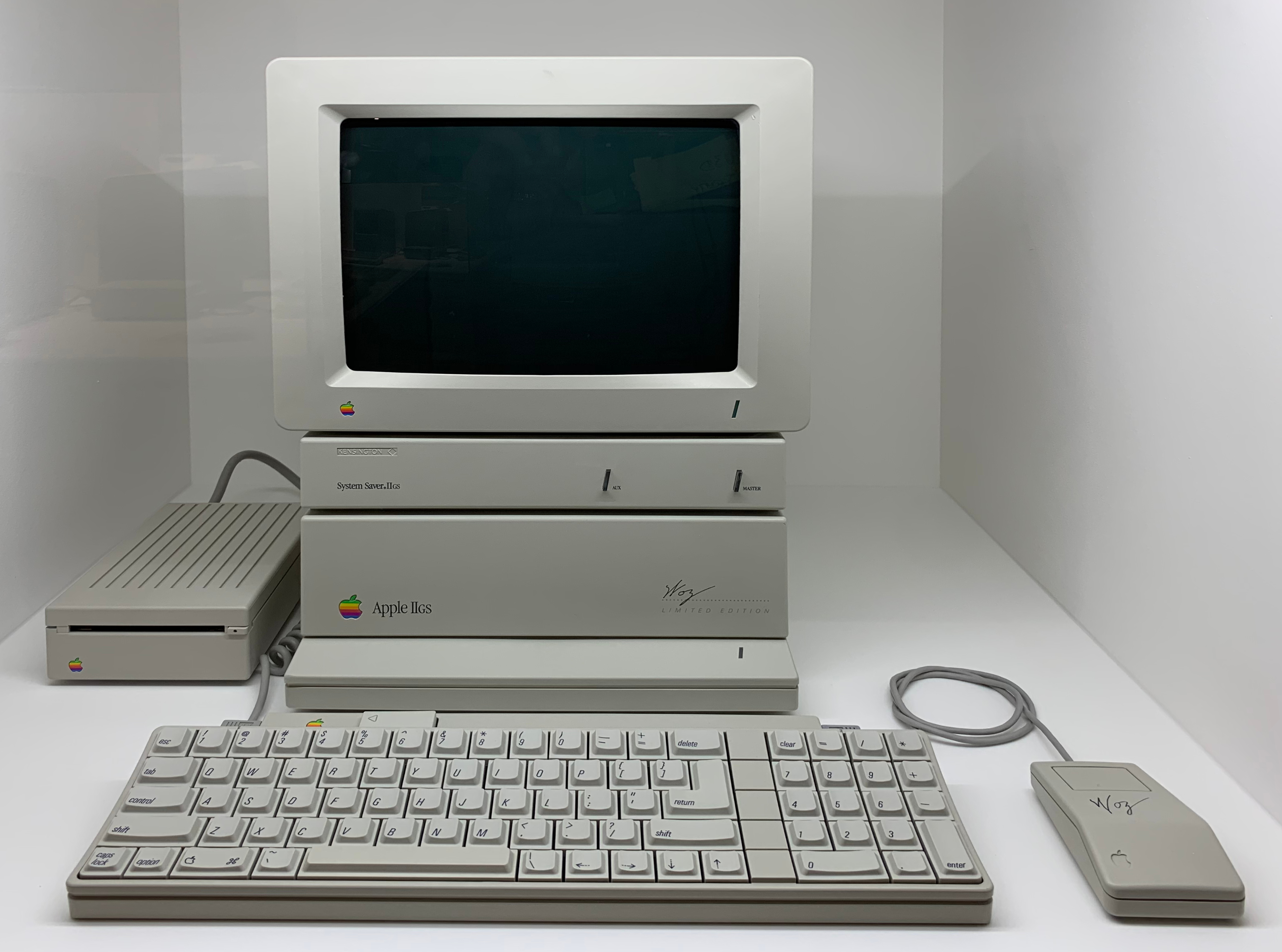
O Apple IIgs foi o único computador da série a usar um processador 16-bit

O Apple IIGS foi lançado em 15 de setembro de 1986. Ele usa o 65C816, um verdadeiro microprocessador de 16 bits, operando a 2,8 MHz com endereçamento de 24 bits, permitindo a expansão de até 8 MB de RAM. Introduziu uma paleta de 4096 cores e novos modos gráficos com resoluções de 320 * 200 e 640 * 400. 
O Apple II GS evoluiu a plataforma, mantendo a compatibilidade do Apple II original quase completa. O computador usa um chip personalizado chamado de Mega II que é essencialmente um computador Apple IIe em um chip. E combinado com a capacidade do 65816 de executar código 65C02 diretamente, forneceu suporte completo para software da versão de 8-bits, enquanto também suporta software de 16-bits sob uma versão de 16-bits do ProDOS. Depois foi incorporado várias funcionalidades do System 5 no ProDOS, sendo o maior deles uma versão do Finder, transformando no GS/OS. Eventualmente, o IIGS ganhou a capacidade de ler e gravar discos Macintosh e, por software de terceiros, até multitarefa (na forma de um shell do tipo Unix) e suporte a fontes TrueType.
O GS inclui um chip sintetizador de som Ensoniq 5503 DOC baseado em samples de 32 vozes com 64 kB de RAM dedicada, 256 kB (ou mais 1.125 MB) de RAM padrão, portas periféricas embutidas (selecionável entre slots de cartão estilo IIe e controladores internos de estilo IIc para unidades de disco, mouse, vídeo RGB e dispositivos seriais) e rede AppleTalk incorporada .
Os primeiros 50.000 computadores Apple II GS vieram com a assinatura "Woz", de Steve Wozniak, em serigrafia na frente e foram chamados de "Edição Limitada de Woz".

### Apple IIc Plus

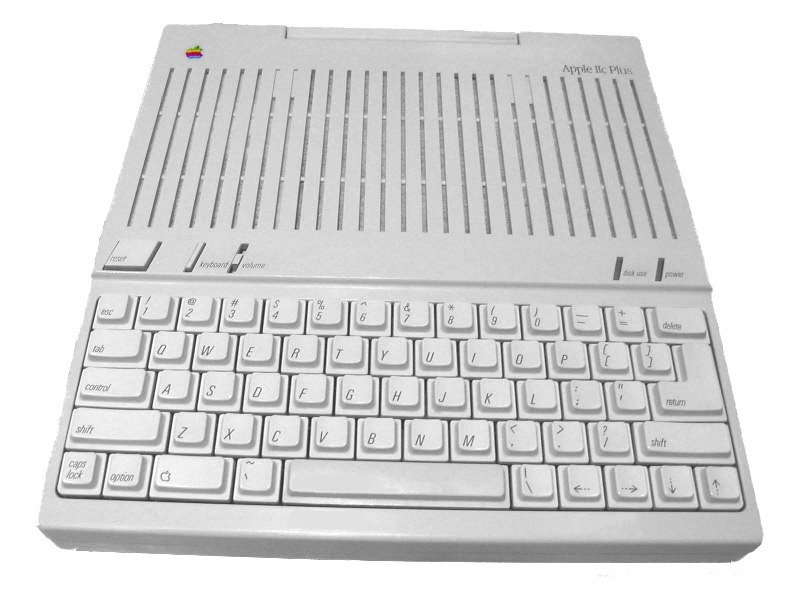
O Apple IIc Plus foi um aprimoramento do Apple IIc, mas foi pouco vendido devido somente estar no mercado por 2 anos.

O último modelo da série foi o Apple IIc Plus introduzido em 1988. É do mesmo tamanho e forma do IIc, mas a unidade sendo substituída de 5,25 para um 3 1 / 2, a fonte de alimentação foi movida dentro do gabinete e o processador era um processador 65C02 rápido de 4 MHz que, na verdade executava o software mais rápido que o II GS. Como os modelos posteriores de seu antecessor, o IIc Plus incluía um slot de expansão de memória que aceitava uma placa-filha carregando até um megabyte de RAM. O IIc Plus também apresentou um novo layout de teclado que combinava com o Platinum IIe e II GS. Ao contrário dos modelos IIe, IIc e II GS, o IIc Plus não foi oficialmente vendido fora dos EUA. O Apple IIc Plus cessou a produção em 1990, com sua produção sendo o mais curto de todos os computadores da série Apple II.

## Séries

### 8-Bit
- Apple II
- Apple II Plus
- Apple IIe
- Apple IIc
- Apple IIc Plus

### 16-Bit
- Apple IIGS